# Coulanges-sur-Yonne
Coulanges-sur-Yonne település Franciaországban, Yonne megyében. Lakosainak száma 506 fő (2022. január 1.). Coulanges-sur-Yonne Courson-les-Carrières, Pousseaux, Surgy, Crain, Festigny és Lucy-sur-Yonne községekkel határos.

## Népesség
A település népességének változása:
| Lakosok száma | 561  | 572  | 582  | 551  | 532  | 512  | 511  | 508  | 506  |
|               | 2013 | 2015 | 2016 | 2017 | 2018 | 2019 | 2020 | 2021 | 2022 |